# 翟鳳翥
翟鳳翥（1612年—？），字翼經，號象陸，山西平陽府解州聞喜縣人，軍籍，清朝政治人物。

## 生平
崇禎十二年（1639年）己卯科山西鄉試第十名舉人，明末曾任李自成政權偽官，清朝順治三年（1646年）丙戌科二甲第五十名進士。授刑部主事，以明習法律見稱，出為饒州府知府，十年（1653年）升江西按察司副使兼江西布政使司參議、屯田南昌，十五年（1658年）升陝西按察使，十六年（1659年）三月升湖廣右布政使，十七年（1660年）四月升福建左布政使，謫福建鹽法道，卒於官。